# Faronta diffusa
Faronta diffusa is een vlinder uit de familie van de uilen (Noctuidae). De wetenschappelijke naam van de soort is voor het eerst geldig gepubliceerd in 1856 door Francis Walker. De soort werd gevonden in Nova Scotia.